# ΟΙΚΟΥΜΕΝΗ
ΟΙΚΟΥΜΕΝΗ (řecky: přibližně „obydlený svět“; čti Oikúmené) je zapsaný pražský spolek a nakladatelství pro filosofickou, teologickou a religionistickou literaturu. Toto nakladatelství vzešlo z původní samizdatové edice vzniklé v 70. letech 20. století. Od roku 1991 začalo oficiálně vydávat knihy jako edice v rámci Institutu pro středoevropskou kulturu a politiku (ISE), osamostatnilo se v roce 1996. V letech 1989–2015 byl výkonným tajemníkem nakladatelství jeho zakladatel Aleš Havlíček. Spolek OIKOYMENH byl zapsán v roce 2014, jeho předsedou byl v letech 2015–2016 filosof Pavel Kouba, od roku 2016 je předsedou filosof, editor a překladatel Ivan Chvatík. Nakladatelství se systematicky věnuje vydávání překladů autorů, jako je např. Platón, církevní otcové, z novějších pak Martin Heidegger či Mircea Eliade. Své studie tu vydali např. Filip a Lenka Karfíkovi či Ladislav Hejdánek. Vychází zde také sborníky z konferencí, řada Dějiny filosofie (oceněná roku 2007 cenou Magnesia Litera) a souborné dílo Jana Patočky.

## Historie
Nakladatelství OIKOYMENH má své kořeny v sedmdesátých letech v prostředí disentu, zejména pak v disentu křesťanském, v němž zvláště vynikaly osobnosti formované pražským sdružením Akademická YMCA. Pražská YMCA, kterou finančně podporovali Spojené státy americké, T. G. Masaryk, Alice Masaryková, Václav M. Havel, Emanuel Rádl a další, byla rozpuštěna v roce 1951, a přesto, že se pokus o její obnovu v roce 1968 nezdařil, představovala v reáliích normalizace záruku kontinuity či návaznosti na étos první republiky. Z podnětu filosofa a pozdějšího mluvčího Charty 77 Ladislava Hejdánka tehdy vznikla samizdatová edice OIKOYMENH s cílem obnovit duchovní život, který byl v Československu redukován na marxismus-leninismus, navázáním na nejlepší tradice evropské filosofie a teologie. Texty pro tuto edici stejně jako samizdatový časopis Reflexe se rozmnožovaly ručním opisováním na psacím stroji. Jedním z Hejdánkových spolupracovníků se stal student Fakulty jaderné a fyzikálně inženýrské ČVUT Aleš Havlíček  (1956–2015), který již dříve navštěvoval tajnou bezpečností ostře sledované bytové semináře u Julia Tomina, než byl v roce 1980 na podnět Státní bezpečnosti ze studia vyloučen. Po té se účastnil několika dalších seminářů, a vedl rovněž vlastní bytový seminář, ve kterém se četl Heideggerův spis Bytí a čas.
| „Věřím, že vše bude záviset na společnosti, ale nejen zde, jak to dál půjde. Nyní to vypadá tak, že se v blízké době dostaneme na rozcestí a bude nutné k něčemu dojít. Možná si uvědomíme, že jsme trochu neschopní některé věci řešit – nebo nás k tomu jiné kultury donutí, a tak budeme muset provést důkladnou sebereflexi a poté se postavit ne na hliněné nohy. Domnívám se, že k něčemu takovému dojde. Obecně se hovoří o krizi. V řečtině původní význam tohoto slova je bod, kde se něco rozhoduje. V takových dobách je tento druh literatury potřebný. Před třemi lety byla hospodářská krize, tak se neprodávala auta. Zjistil jsem, že knihy se prodávají více, než tomu bylo před tím. To je zkrátka takový zajímavý fenomén. My bychom měli říci, že čím více krize, tak tím lépe … “ |
| Aleš Havlíček (2014) |

Teprve po změně politického režimu v roce 1989 se naskytla možnost šířit filosofickou literaturu legálně. Listopad 1989 znamenal pro Aleše Havlíčka zásadní obrat v jeho životě. Jestliže před tímto datem pro něj byla jakákoli akademická kariéra ve filosofii z politických důvodů vyloučena, nyní nic nebránilo tomu, aby se realizoval jako filosof, vysokoškolský pedagog a nakladatel. V novém tržním prostředí se však brzy ukázalo, že s vydáváním filosofické a teologické literatury bude nadále problém, protože je finančně ztrátové. V roce 2014 v rozhovoru pro projekt Fenomén transformace vzpomínal Havlíček na začátky nakladatelství takto: „Po roce 1989 jsme měli připravené tituly. Dali jsme něco do Vyšehradu. Byl to konkrétně Paul Ricoeur. Dodávali jsme jim tam další tituly a ukázalo se, že nejsou schopni to vydat. Neustále se na něco vymlouvali, tak jsme nakonec udělali takový krok: kolega Rudolf Kučera založil Institut středoevropské kultury. Zeptali jsme se jej, zdali by nebylo možné, aby OIKOYMENH netvořilo nějakou jeho „podčást“, že bychom tam vydávali tituly, které jsme měli připravené. To proto, že kamenná nakladatelství to nechtěla vydat. Rudolf Kučera řekl: ano. Z počátku jsme mysleli, že to bude pouze přechodná fáze, že se nalezne někdo, kdo to převezme. Vzhledem k tomu, že se stále neobjevoval někdo, kdo by se na to zaměřil, a my jsme toho měli více a více, ukázalo se nakonec, že se musíme osamostatnit. To se také stalo, a tak vzniklo nakladatelství OIKOYMENH, fungující do dnešních dnů jako občanské sdružení.“ Ladislav Hejdánek sice v domluvě s dědici navrhoval obnovu staré úctyhodné značky Laichterova nakladatelství, ale Aleši Havlíčkovi záleželo na kontinuitě s Hejdánkovou Oikúmené. S pomocí přátel a spolupracovníků tak vzniklo nakladatelství pod značkou OIKOYMENH, o.s., které bylo do roku 1996 součástí Institutu pro středoevropskou kulturu a politiku (ISE). U počátků jeho nakladatelské činnosti stáli v této době Ladislav Hejdánek, Jakub S. Trojan a Aleš Havlíček. Havlíček v letech 1990–2007 vykonával funkci šéfredaktora/předsedy redakční rady a současně byl i členem ediční rady a výkonným tajemníkem nakladatelství (1991–2015). K osamostatnění a nabytí právní subjektivity došlo v roce 1996, kdy vzniklo občanské sdružení OIKOYMENH. Téhož roku začaly v nakladatelství vycházet Sebrané spisy Jana Patočky, které jsou zároveň pokusem o systematizaci jeho díla prostřednictvím rozdělení do dvou částí na: (1) systematické jádro jeho filosofie a (2) speciální oblasti filosofie. V roce 1998 započalo vydávání Etymologiae od Isidora ze Sevilly, na němž, jak se stalo pro vydavatelskou činnost OIKOYMENH dobrým zvykem, spolupracovali odborníci na latinskou patristiku z vědeckých a univerzitních pracovišť. Dalším významným počinem bylo zahájení edice Dějiny filosofie v roce 2000, které přineslo v českém prostředí dosud nebývalou, důkladnou a přehlednou (podle plánu) třináctisvazkovou řadu na sebe navazujících monografií, jež pokrývá dějiny západní filosofie od présókratiků až po dvacáté století. Tato edice vyhrála cenu Magnesia Litera: „Litera za nakladatelský čin“ v roce 2007, přičemž byla oceněna absence podobného studijního zdroje, aktuálnost, čtenářská přístupnost a vysoký odborný, překladatelský i ediční standard. V roce 2002 bylo sídlo redakce a distribuce v Černé ulici zasaženo povodní, která poškodila uskladněné knihy, a způsobila tak citelnou finanční ztrátu. V roce 2003 obhájil Havlíček na Filozofické fakultě Univerzity Karlovy v Praze disertační práci na téma Problém idejí v Platónově dialogu Euthyfón. Od roku 2007 působil jako vysokoškolský učitel na Katedře politologie a filozofie na Univerzitě J. E. Purkyně v Ústí nad Labem, načež byl v roce 2008 po úspěšném habilitačním řízení v oboru filosofie jmenován docentem na Filozofické fakultě Univerzity Karlovy v Praze. Kromě toho již v roce 1997 spoluzaložil Českou platónskou společnost a od té doby se podílel na organizaci mezinárodních i českých platónských symposií a na vydání sborníků z nich. Jeho oborová specializace se odrazila také v ediční činnosti Nakladatelství OIKOYMENH, které vydalo kompletní Platónovy spisy a řadu důležitých děl z oblasti politické filozofie.
Po Havlíčkově náhlém skonu v červenci roku 2015 bylo nutno hledat další možnosti, jak přes zhoršující se situaci na knižním trhu v nakladatelské činnosti pokračovat. V roce 2006 bylo původní sdružení transformováno na OIKOYMENH - Spolek pro vydávání filosofické a theologické literatury, z. s. Nakladatelství, jež dosud fungovalo díky organizačním schopnostem svého zakladatele, se dostalo do finančních problémů, což se podařilo vyřešit vytvořením nového edičního oddělení OIKOYMENH při Filosofickém ústavu AV ČR. To navazuje na dosavadní vydavatelské zkušenosti spolku, s nímž sdílí společnou ediční radu. Od roku 2017 jsou některé tituly edičních řad vydávány tímto edičním oddělením OIKOYMENH při FLÚ, které je součástí Archivu Jana Patočky při Centru pro teoretická studia, což je společné pracoviště Filosofického ústavu AV ČR a Univerzity Karlovy v Praze. Činnost oddělení byla zahájena v roce 2017, na který připadlo 40. výročí úmrtí filosofa Jana Patočky a vyhlášení Charty 77. Symbolickým edičním počinem byla první kniha tohoto nového oddělení: faksimile samizdatového vydání   Patočkových textů o Chartě 77, zprávy o Patočkově pohřbu a několik zásadních nekrologů První skica k podobizně. Od roku 2018 je předsedou spolku OIKOYMENH Patočkův žák a zakladatel Archivu Jana Patočky Ivan Chvatík. V současné době zahrnuje produkce nakladatelství již přes 550 titulů.

## Ediční rada

### 1989–2021
- Martin Cajthaml
- Aleš Havlíček (†)
- Marie Havlíčková
- Jiří Chotaš
- Ivan Chvatík
- Jakub Jinek
- Lenka Karfíková
- Petr Kitzler
- Pavel Kouba
- Jan Kuneš
- Milan Lyčka
- Tereza Matějčková
- Václav Němec
- Miroslav Šedina
- Štěpán Špinka
- Jakub S. Trojan[2]

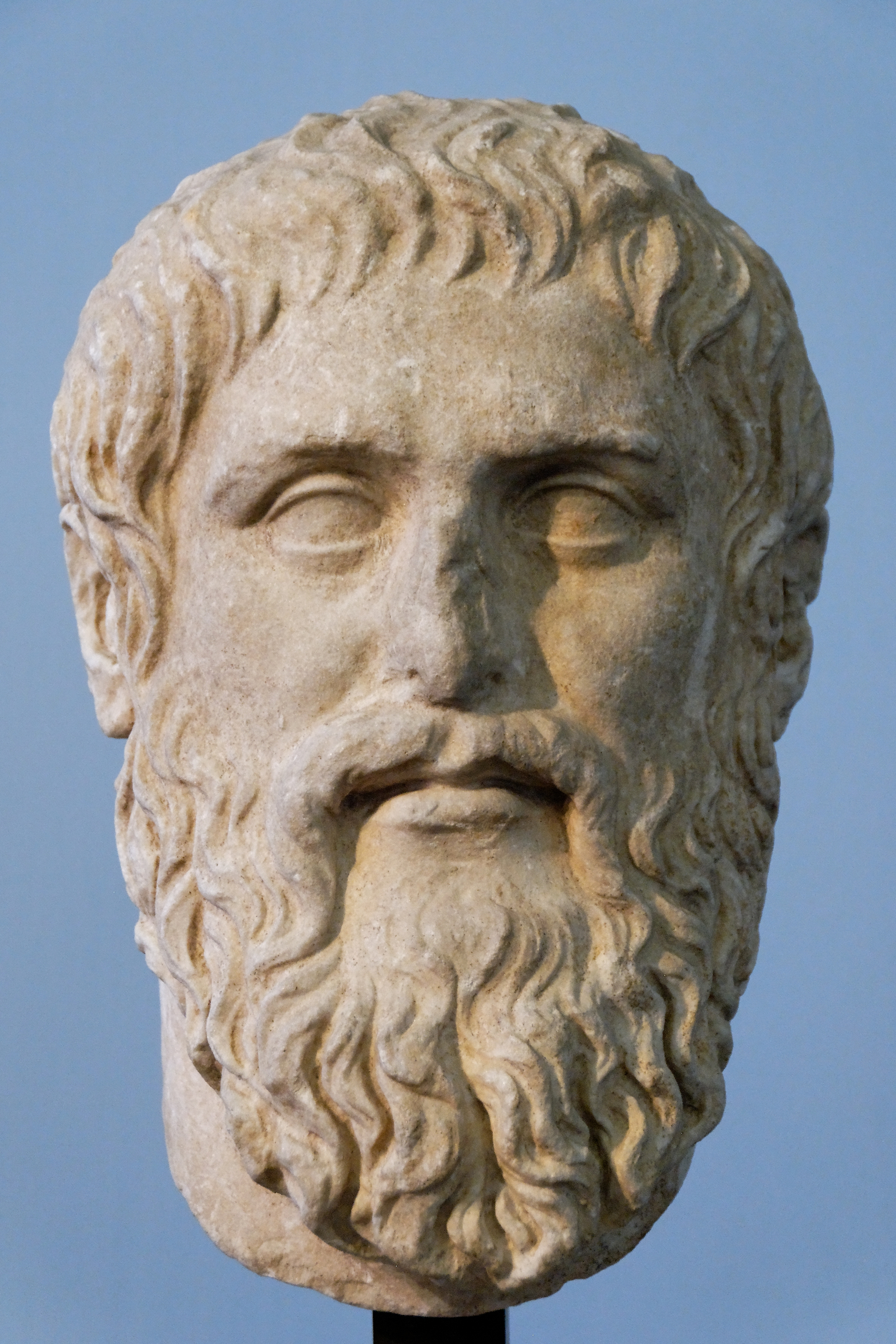
Kopie Platónovy busty od Silaniona (Kapitolská muzea)

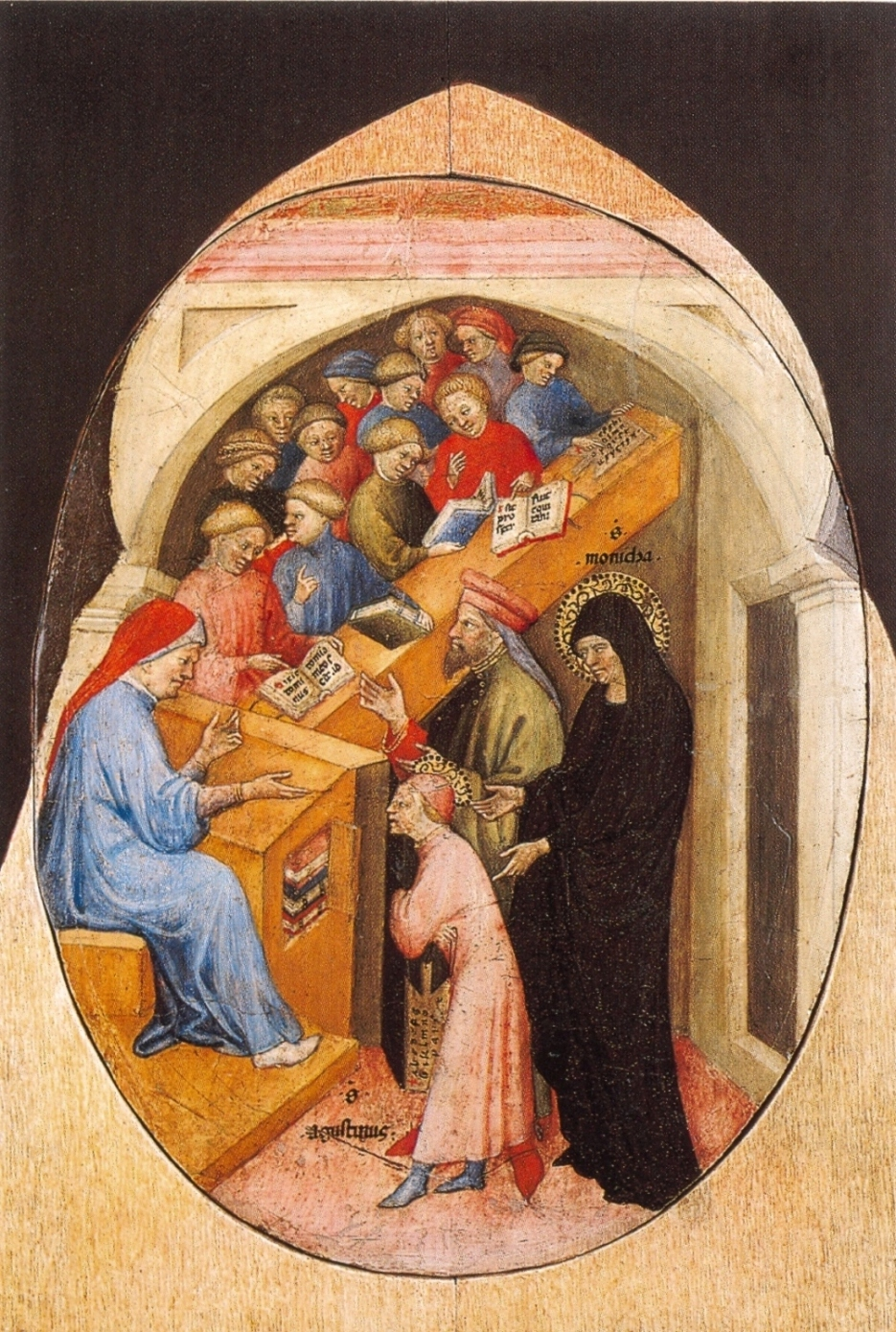
Nicolo di Pietro: Sv. Monika vede Augustina do školy (kolem 1415)

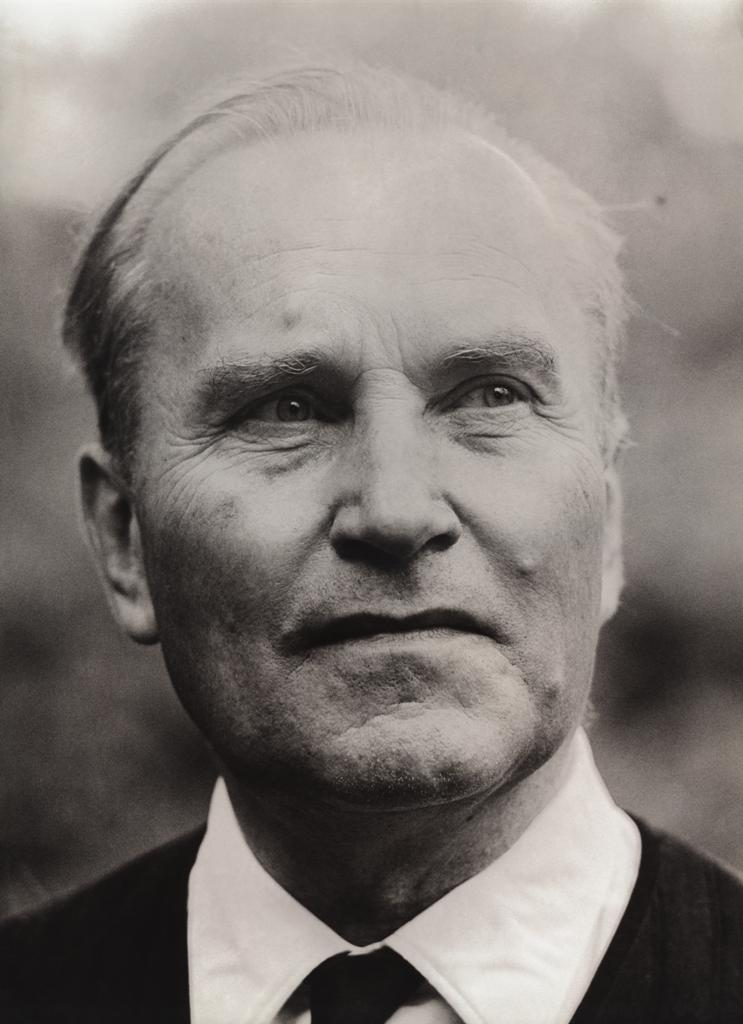
Jan Patočka (1907–1977)

Čestní členové: Milan Balabán (†), Ladislav Hejdánek (†)

### 2021–současnost
- Ivan Chvatík
- Petr Kitzler
- Pavel Kouba
- Jan Kuneš
- Milan Lyčka
- Vladimír Mikeš
- Václav Němec
- Aleš Prázný
- Miroslav Šedina
- Štěpán Špinka[10]

## Edice
- Knihovna antické tradice – V této řadě vycházejí základní spisy význačných myslitelů klasického období, jako jsou Platón, Aristotelés, Porfyrios, Hippokratés, Plútarchos, Pseudo-Plútarchos, Cicero.
- Knihovna raně křesťanské tradice – V této řadě vycházejí základní spisy význačných myslitelů z raně křesťanského období, zejména patristické texty, resp. tzv. Církevní otcové.
- Knihovna středověké tradice – V této řadě vycházejí základní spisy význačných myslitelů středověku, např. Isidor ze Sevilly, Bernard z Clairvaux, Tomáš z Cantimpré a Bonaventura.
- Knihovna renesančního myšlení – V této řadě vycházejí základní spisy význačných myslitelů doby renesance, jako jsou Ficono, Pico Della Mirandola a Pomponazzi.
- Knihovna novověké tradice a současnosti – V této řadě vycházejí základní spisy význačných myslitelů novověku a současnosti, jako jsou Hobbes, Leibniz, Kant a další.
- Edice Oikúmené – V této řadě vychází sekundární literatura nebo texty autorů nezahrnutých do řad klasických děl.
- Edice Oikúmené Malá řada
- Dějiny filosofie – V této řadě vycházejí české překlady současných nejlepších monografií k jednotlivým obdobím dějin evropské filosofie.
- Dějiny náboženského myšlení – V této edici vycházejí Dějiny náboženského myšlení Mircea Eliadeho.
- Dějiny politického myšlení – V této edici vycházejí díla věnovaná dějinám politického myšlení od antiky až po současnost. Jednotlivé díly obsahují příspěvky Českých politologů, historiků a filosofů.
- Knihovna politického myšlení
- Sebrané spisy Jana Patočky
- Starověké písemnictví Levanty
- Fontes Latini Bohemorum – Edice dosud nevydaných latinských děl českého středověku, popř. humanismu, v kritické edici s českým překladem, poznámkami a úvodní studií. Její hlavní náplní je vydávání významných spisů teologických, historických, literárních, ale také děl středověké odborné prózy (matematika, lékařství atd.).
- Edice Mathésis – V této řadě vycházejí kolektivní monografie, slovníky a učební texty.
- Filosofické intepretace – Ediční řada původních i překladových studií zaměřená na interpretaci vybraných filosofických témat a textů.
- Pomfil – Edice PomFil (Pomocník filosofa) iniciovaná Petrem Rezkem slouží k vydávání původních i překladových studií se zaměřením na interpretaci vybraných filosofických témat a textů.
- Mimo řady
- E-knihy[2]

## Periodika
- Reflexe : filosofický časopis je český vědecký časopis založený ještě v době Československa, v roce 1985. Vznikl z iniciativy Ladislava Hejdánka. Ve svých počátcích byl rozšiřován formou samizdatu. Oficiálně je vydáván od roku 1990 nakladatelstvím ΟΙΚΟΥΜΕΝΗ ve spolupráci s Filozofickou fakultou Univerzity Karlovy v Praze a Nakladatelstvím Karolinum. Publikuje původní studie, překlady, polemiky a recenze filozofické literatury domácí i zahraniční. V současné době je to recenzovaný časopis vycházející dvakrát ročně. Jeho šéfredaktorem je Tomáš Koblížek.[11]

## Autoři
- Adorno, Theodor W.
- Adorno, Theodor W. – Horkheimer, Max
- Agamben, Giorgio
- Ajvaz, Michal
- Alighieri, Dante
- Anonymní komentář k Platónovu Parmenidovi
- Antalík, Dalibor
- Antalík, Dalibor – Čech, Pavel – Mynářová, Jana – Dušek, Jan
- Arendtová, Hannah
- Arendtová, Hannah – Scholem, Gerhard
- Aristotelés
- Armstrong, Arthur Hilary
- Assmann, Jan
- Aubenque, Pierre
- Augustinus, Aurelius
- Bacon, Roger
- Balabán, Milan
- Ballestrem, Karl
- Barbaras, Renaud
- Basil z Caesareje
- Beierwaltes, Werner
- Benjamin, Walter
- Benyovszky, Ladislav
- Berďajev, Nikolaj
- Bergson, Henri
- Berkeley, George
- Bernard z Clairvaux
- Bernet, Rudolf – Kern, Iso – Marbach, Eduard
- Bič, Miloš
- Blažíček, Přemysl
- Bleicken, Jochen
- Bonaventura
- Bouretz, Pierre
- Bouše, Zdeněk Bonaventura
- Bratr Kolda
- Bultmann, Rudolf
- Cajthaml, Martin
- Casper, Bernhard
- Cassirer, Ernst
- Cicero, Marcus Tullius
- Constant, Benjamin
- Culdautová, Francine
- Čapek, Jakub
- Čapek, Jakub (vyd.)
- Čech, Pavel – Mynářová, Jana – Antalík, Dalibor – Dušek, Jan
- Dejmalová, Kateřina – Balabán, Milan
- Deleuze, Gilles
- Deleuze, Gilles – Guattari, Félix
- Derrida, Jacques
- Descartes, René
- Descombes, Vincent
- Detienne, Marcel
- Di Sante, Carmine
- Dionysios Areopagita
- Dodds, Eric Robertson
- Drobner, Hubertus
- Dubský, Ivan
- Dudzik, Pavel
- Dumézil, Georges
- Durkheim, Émile
- Dušek, Jan – Antalík, Dalibor – Čech, Pavel – Mynářová, Jana (vyd.)
- Dvořák, Petr
- Dworkin, Ronald
- Ebeling, Gerhard
- Ebert, Theodor
- Elders, Leo
- Eliade, Mircea
- Erasmus Rotterdamský
- Fackenheim, Emil L.
- Festugière, André-Jean
- Ficino, Marsilio
- Fichte, Johann Gottlieb
- Filón Alexandrijský
- Fink, Eugen
- Flusser, David
- Fořtová, Hana – Olšáková, Doubravka
- Frege, Gottlob
- Fulka, Josef – Tesková, Alena (vyd.)
- Fuller, Lon L.
- Gadamer, Hans-Georg
- Gilson, Étienne
- Gödel, Kurt
- Graeser, Andreas
- Grondin, Jean
- Hadot, Pierre
- Hanke, Miroslav
- Hankins, James (vyd.)
- Hartshorne, Charles
- Havel, Ivan M.
- Havlíček, Aleš
- Havlíček, Aleš – Cajthaml, Martin (vyd.)
- Havlíček, Aleš – Jinek, Jakub (vyd.)
- Havlíček, Aleš – Karfík, Filip – Špinka, Štěpán (vyd.)
- Havlíček, Aleš – Karfík, Filip (vyd.)
- Havlíček, Aleš – Thein, Karel – Jirsa, Jakub
- Havlíček, Aleš (vyd.)
- Hegel, Georg Wilhelm Friedrich
- Heidegger, Martin
- Hejdánek, Ladislav
- Heller, Jan
- Henrich, Dieter
- Herder, Johann Gottfried
- Hermann, Tomáš – Markoš, Anton (vyd.)
- Herold, Vilém – Müller, Ivan – Havlíček, Aleš
- Heschel, Abraham J.
- Hippokratés
- Hobbes, Thomas
- Hobza, Pavel
- Höhne, Steffen – Koubová, Věra
- Holba, Jiří – Lyčka, Milan – Matoušek, Alexandr – Šedina, Miroslav (vyd.)
- Holba, Jiří (vyd.)
- Holzhey, Helmut – Röd, Wolfgang
- Horyna, Břetislav
- Hugo od Svatého Viktora
- Huizinga, Johan
- Husserl, Edmund
- Hušek, Vít
- Chotaš, Jiří (vyd.)
- Chvatík, Ivan (vyd.)
- Isidor ze Sevilly
- Ivánka, Endre von
- Jacobi, Friedrich Heinrich
- Jaeschke, Walter – Arndt, Andreas
- Janák, Jiří
- Jankélévitch, Vladimir
- Jaspers, Karl
- Jeroným
- Jinek, Jakub
- Jinek, Jakub – Jirsa, Jakub (vyd.)
- Jinek, Jakub – Konrádová, Veronika (vyd.)
- Jinek, Jakub (vyd.)
- Jirsa, Jakub – Karfík, Filip – Špinka, Štěpán
- Jirsa, Jakub (vyd.)
- Joest, Wilfried
- Jonas, Hans
- Jünger, Ernst
- Kalaš, Andrej
- Kant, Immanuel
- Karásek, Jindřich
- Karásek, Jindřich – Chotaš, Jiří
- Karfík, Filip
- Karfíková, Lenka
- Kenny, Anthony
- Kerényi, Karl
- Kervégan, Jean-François
- Kirk, Geoffrey S. – Raven, John E. – Schofield, Malcolm
- Kis, János
- Kitzler, Petr
- Klement Alexandrijský
- Klenicki, Leon – Wigoder, Geoffrey (vyd.)
- Koblížek, Tomáš – Roreitner, Robert (vyd.)
- Kobusch, Theo
- Komenský, Jan Amos
- Kouba, Pavel
- Kouba, Petr
- Kroupa, Daniel
- Křišťan z Prachatic
- Kuneš, Jan (vyd.)
- Lear, Jonathan
- Lefkovits, Ivan (vyd.)
- Leibniz, Gottfried Wilhelm
- Lessing, Gotthold Ephraim
- Lévinas, Emmanuel
- Libera, de, Alain
- Locke, John
- Loewenstein, Bedřich
- Long, Anthony Arthur
- Lotz, Johannes Baptist
- Macek, Petr
- MacIntyre, Alasdair
- Matějčková, Tereza
- Matouš z Krakova
- Matoušek, Alexandr
- Mayer, Daniel
- McRae, Robert Grant
- Megarikové
- Merleau-Ponty, Maurice
- Metz, Johann Baptist
- Michálek, Jiří
- Michálek, Jiří (vyd.)
- Mill, John Stuart
- Montesquieu, Charles-Louis de
- Moreau, Joseph
- Mulgan, Richard Grant
- Munday, Arthur Reginald
- Mynářová, Jana
- Mynářová, Jana – Dušek, Jan – Čech, Pavel – Antalík, Dalibor (vyd.)
- Navrátilová, Olga
- Němec, Jiří – Souček, David
- Nietzsche, Friedrich
- Nussbaumová, Martha
- Nytrová, Olga – Balabán, Milan
- Oakeshott, Michael
- Ortega, y Gasset, José
- Órigenés
- Palouš, Radim
- Patočka, Jan
- Peregrin, Jaroslav
- Peregrin, Jaroslav (vyd.)
- Petrarca, Francesco
- Pico della Mirandola, Giovanni
- Pieper, Josef
- Pinc, Zdeněk
- Platón
- Pleštil, Dušan
- Plótínos
- Plútarchos
- Pokorný, Martin (vyd.)
- Pokorný, Petr
- Pomponazzi, Pietro
- Popper, Karl Raimund
- Porfyrios
- Prosecký, Jiří
- Pseudo-Plútarchos
- Putallaz, François-Xavier
- Quadragesimale admontské
- Ravaisson, Félix
- Reale, Giovanni
- Rezek, Petr
- Rezek, Petr (vyd.)
- Ricken, Friedo
- Ricoeur, Paul
- Rich, Arthur
- Richard ze sv. Viktora
- Rist, John Michael
- Ritter, Martin
- Röd, Wolfgang
- Rosacius, Adam
- Rousseau, Jean Jacques
- Rozanov, Vasilij
- Řehoř z Nyssy
- Sartre, Jean-Paul
- Schadewalt, Wolfgang
- Schelling, Friedrich Wilhelm Joseph
- Schifferová, Věra
- Schiller, Friedrich
- Schmidinger, Heinrich
- Schmidt, Rüdiger – Spreckelsen, Cord
- Schmitt, Carl
- Skinner, Quentin
- Smolen, Štěpán
- Smolík, Josef
- Sokol, Jan
- Sousedík, Stanislav
- Spaemann, Robert
- Stanislaus de Znoyma
- Strauss, Leo
- Stroh, Wilfried
- Suger
- Sutor, Bernhard
- Suvák, Vladislav (vyd.)
- Szlezák, Thomas A.
- Šedina, Miroslav
- Šestov, Lev
- Šír, Zbyněk
- Špinka, Štěpán
- Špinka, Štěpán – Havlíček, Aleš (vyd.)
- Šubrt, Jiří
- Švec, Ondřej (vyd.)
- Tatian Syrský
- Tertullianus
- Thierry ze Chartres
- Thurnher, Rainer – Röd, Wolfgang – Schmidinger, Heinrich
- Tomáš z Cantimpré
- Trojan, Jakub S.
- Trojan, Jakub S. (vyd.)
- Tugendhat, Ernst
- Valerián Magni
- Vernant, Jean-Pierre
- Veyne, Paul
- Victorinus, Marius
- Vladislav, Jan
- Vodňanský, Jan
- Voegelin, Eric
- Waldenfels, Bernhard
- Weber, Max
- Weischedel, Wilhelm
- Whitehead, Alfred North
- Wittgenstein, Ludwig
- Zarka, Yves Charles – Ménissier, Thierry (vyd.)